# أوغينيوز فرانكوفسكي
أوغينيوز فرانكوفسكي (بالبولندية: Eugeniusz Frankowski) هو عالم آثار بولندي، ولد في 21 نوفمبر 1884 في سيدلس في بولندا، وتوفي في 8 فبراير 1962 في بوزنان في بولندا.